# Думбревень
Думбревень, Думбревені (рум. Dumbrăveni) — місто у повіті Сібіу в Румунії. Адміністративно місту підпорядковані такі села (дані про населення за 2002 рік):
- Ерня (479 осіб)
- Шарош-пе-Тирнаве (1692 особи)

Місто розташоване на відстані 231 км на північний захід від Бухареста, 59 км на північний схід від Сібіу, 96 км на південний схід від Клуж-Напоки, 102 км на північний захід від Брашова.

## Населення
За даними перепису населення 2002 року у місті проживали 8419 осіб.
Національний склад населення міста:
| Національність   | Кількість осіб | Відсоток |
| ---------------- | -------------- | -------- |
| румуни           | 6143           | 73,0%    |
| цигани           | 1149           | 13,6%    |
| угорці           | 985            | 11,7%    |
| німці            | 126            | 1,5%     |
| українці         | 3              | < 0,1%   |
| поляки           | 2              | < 0,1%   |
| росіяни-липовани | 1              | < 0,1%   |
| турки            | 1              | < 0,1%   |
| болгари          | 1              | < 0,1%   |
| євреї            | 1              | < 0,1%   |
| вірмени          | 1              | < 0,1%   |

Рідною мовою назвали:
| Мова             | Кількість осіб | Відсоток |
| ---------------- | -------------- | -------- |
| румунська        | 6349           | 75,4%    |
| циганська        | 980            | 11,6%    |
| угорська         | 960            | 11,4%    |
| німецька         | 120            | 1,4%     |
| польська         | 2              | < 0,1%   |
| українська       | 1              | < 0,1%   |
| російська        | 1              | < 0,1%   |
| турецька         | 1              | < 0,1%   |
| болгарська       | 1              | < 0,1%   |
| єврейська (їдиш) | 1              | < 0,1%   |

Склад населення міста за віросповіданням:
| Релігія                                       | Кількість осіб | Відсоток |
| --------------------------------------------- | -------------- | -------- |
| православні                                   | 6966           | 82,7%    |
| реформати                                     | 677            | 8,0%     |
| греко-католики                                | 235            | 2,8%     |
| римо-католики                                 | 210            | 2,5%     |
| лютерани (Синодально-пресвітеріанська церква) | 101            | 1,2%     |
| п'ятдесятники                                 | 72             | 0,9%     |
| унітарії                                      | 29             | 0,3%     |
| адвентисти                                    | 23             | 0,3%     |
| бретрени                                      | 14             | 0,2%     |
| не релігійні                                  | 12             | 0,1%     |
| баптисти                                      | 10             | 0,1%     |
| лютерани                                      | 9              | 0,1%     |
| лютерани (Аугсбурзького сповідання)           | 9              | 0,1%     |
| мусульмани                                    | 2              | < 0,1%   |
| старообрядці                                  | 1              | < 0,1%   |
| юдеї                                          | 1              | < 0,1%   |
| атеїсти                                       | 1              | < 0,1%   |
| не вказали релігію                            | 3              | < 0,1%   |

## Зовнішні посилання
- Дані про місто Думбревень на сайті Ghidul Primăriilor [Архівовано 23 лютого 2010 у Wayback Machine.]